# Tanjungwangi (Cihampelas)
Tanjungwangi is een bestuurslaag in het regentschap Bandung Barat van de provincie West-Java, Indonesië. Tanjungwangi telt 7694 inwoners (volkstelling 2010).